# Зайчето Питър 2: По широкия свят
„Зайчето Питър 2: По широкия свят“ (на английски: Peter Rabbit 2: The Runaway) или (известен също просто като Зайчето Питър 2 в други територии) е 3D игрална компютърна анимация от 2021 година, режисиран и копродуциран от Уил Глък и по сценарий на Патрик Бърли и Глюк. Филмът е продължение на „Зайчето Питър“ от 2018 г., продуциран от Sony Pictures Animation, и е базиран на историите на „Зайчето Питър“, създадени от Беатрикс Потър. Във филма гласът на Джеймс Кордън е главния едноименнен герой, заедно с Роуз Бърн, Домнал Глийсън и Дейвид Ойелоу в ролите на живо, както и гласовете на Елизабет Дебики и Марго Роби.
След многобройни закъснения от първоначалната си дата на пускане през февруари 2020 г. поради пандемията от COVID-19, филмът е пуснат от Sony Pictures Releasing под етикета Columbia Pictures, първо в Австралия на 25 март 2021 г. и Обединеното кралство на 17 май 2021 г., преди да бъде пуснат в в САЩ на 11 юни 2021 г.

## Актьорски състав
| Актьор         | Роля                 |
| -------------- | -------------------- |
| Роуз Бърн      | Беа Макгрегър        |
| Домнал Глийсън | Томас Макгрегър      |
| Дейвид Ойелово | Найджъл Базил-Джоунс |

### Озвучаващ състав
| Актьор          | Роля                                                           |
| --------------- | -------------------------------------------------------------- |
| Джеймс Кордън   | Зайчето Питър                                                  |
| Марго Роби      | Флопси / Разказвач                                             |
| Елизабет Дебики | Мопси                                                          |
| Ейми Хорн       | Пухинка (героинята беше озвучена от Дейзи Ридли в първия филм) |
| Колин Муди      | Бенджамин                                                      |
| Лени Джеймс     | Барнабас                                                       |
| Деймън Хериман  | Котето Том                                                     |
| Хейли Отуел     | Ръкавичка                                                      |
| Рупърт Деджас   | Самюел Мустачко                                                |
| Сиа             | Мисис Тиги-Мигъл                                               |
| Роуз Бърн       | Джемайма Патравата патица                                      |
| Домнал Глийсън  | Джеръми Рибаря                                                 |
| Сам Нийл        | Томи Язовеца                                                   |
| Юън Лесли       | Прасчо Любезни                                                 |
| Дейвид Уенъм    | Джони Градската мишка                                          |
| Уил Рейхелт     | Петел                                                          |
| Мат Виля        | Феликс Елена                                                   |
| Тим Минчин      | Бъскър К. Бъши                                                 |
| Стюарт Алвис    | Господин Тод                                                   |

## Продукция
През май 2018 г. беше обявено, че Sony Pictures е започнало разработването на продължението на „Зайчето Питър“ (Peter Rabbit). През февруари 2019 г. беше обявено, че Дейвид Ойелово се присъедини към актьорския състав на филма, като Роуз Бърн и Домнъл Глийсън повториха ролите си от първата. Елизабет Дебики и Марго Роби бяха потвърдени да повторят съответните си роли през октомври 2019 г.
За разлика от първия филм, продължението е издадено под етикета Columbia Pictures, вместо Sony Pictures Animation.

### Заснемане
Снимачният процес започва през януари 2019 г. в Австралия.

## Пускане
„Зайчето Питър 2: По широкия свят“ (Peter Rabbit 2: The Runaway) е пуснат в Австралия на 25 март 2021 г. и в Обединеното кралство на 17 май, преди да бъде пуснат в САЩ на 11 юни.
Първоначално трябваше да бъде пуснат в Съединените щати на 7 февруари 2020 г., преди да бъде преместен обратно на 3 април 2020 г., по-рано в Австралия на 19 март и в Обединеното кралство на 27 март. Филмът отново е отложен до 7 август 2020 г. поради пандемията от COVID-19. След това беше отложено допълнително до 15 януари 2021 г. в Съединените щати, след това до 2 април и отново до 11 юни. След това датата беше преместена на 14 май, преди да се върне отново на 2 юли, след това да се премести още веднъж на 18 юни, а след това отново на 11 юни, след успеха на филма извън САЩ.

## В България
В България филмът излезе на екран на 11 юни (в същата дата, както в премиерата в САЩ) от Александра Филмс.

### Синхронен дублаж
| Роля                    | Изпълнител                                                                                            |
| ----------------------- | --- |
| Зайчето Питър           | Орлин Павлов                                                                                          |
| Бенджамин               | Константин Икономов                                                                                   |
| Томас Макгрегър         | Борис Кашев                                                                                           |
| Беа Макгрегър           | Августина-Калина Петкова                                                                              |
| Флопси/Разказвач        | Дайяна Димитрова                                                                                      |
| Мопси                   | Велислава Маринкова                                                                                   |
| Пухинка                 | Мария Пенчева                                                                                         |
| Ръкавичка               | Александра Богданска                                                                                  |
| Котето Том              | Даниел Петканов                                                                                       |
| Найджъл                 | Благой Бойчев                                                                                         |
| Барнабас                | Петър Върбанов                                                                                        |
| Самюел Мустачко         | Здравко Димитров                                                                                      |
| Катерица – уличен певец | Александър Панайотов                                                                                  |
| Карлос                  | Камен Асенов                                                                                          |
| Джони Градската мишка   | Явор Караиванов                                                                                       |
| Дж. У. Петел II         | Петър Бонев                                                                                           |
| Прасчо Любезни          | Георги Стоянов                                                                                        |
| Томи Язовеца            | Петър Калчев                                                                                          |
| Джеръми Рибаря Робинсън | Анатолий Божинов                                                                                      |
| Феликс                  | Пламен Чернев                                                                                         |
| Портиер                 | Николай Пърлев                                                                                        |
| Шивач                   | Стефан Стефанов                                                                                       |
| Мисис Тиги-Мигъл        | Ася Рачева                                                                                            |
| Майката на Амелия       | Мариета Петрова                                                                                       |
| Господин Тод            | Константин Лунгов                                                                                     |
| Сара                    | Малена Шишкова                                                                                        |
| Амелия                  | Радина Стоянова                                                                                       |
| Лиъм                    | Ивайло Методиев                                                                                       |
| Други гласове           | Андрей Божков („Анди Студио“) Даниел Божков („Анди Студио“) Златина Тасева Мина Костова Симона Нанова |

| Обработка                  | студио „Александра Аудио“                 |
| -------------------------- | ----------------------------------------- |
| Преводач                   | Милена Васкова                            |
| Режисьор на дублажа        | Симона Нанова                             |
| Музикален режисьор         | Еделина Кънева                            |
| Български текст на песните | Еделина Кънева                            |
| Тонрежисьори на записа     | Петър Костов Ангел Топорчев Мартин Станев |
| Микс студио                | Mafilm Audio Kft.                         |